# Liste der Baudenkmäler in Kenten
Die Liste der Baudenkmäler in Kenten enthält die denkmalgeschützten Bauwerke auf dem Gebiet von Bergheim-Kenten in Nordrhein-Westfalen (Stand: April 2010). Diese Baudenkmäler sind in der Denkmalliste der Stadt Bergheim eingetragen; Grundlage für die Aufnahme ist das Denkmalschutzgesetz Nordrhein-Westfalen (DSchG NRW).

| Bild           | Bezeichnung    | Lage                                | Beschreibung | Bauzeit                         | Denkmal- nummer | Eintragung Aktenzeichen                      |
| -------------- | -------------- | ----------------------------------- | --- | ------------------------------- | --------------- | -------------------------------------------- |
| weitere Bilder | Kentener Mühle | Brückenstraße 11, 13 Lage           | Ehemalige Öl-, Gips- und Getreidemühle. Erstmals 1358 erwähnt. 1711 vom Freiherr Johann Sigismund Raitz von Frentz erworben, 1766 an Gottfried Kolping verkauft und seitdem in Privatbesitz. 1910 an Heinrich Oebel, 1921 an Peter Greve verkauft. 1997 wurden Wasserrad und Wehr restauriert. 1837 verfügte die Mühle über zwei Mahlgänge, einen Graupengang, zwei Ölpressen und zwei unterschlägige Wasserräder. Das zweigeschossige, verputzte Backsteinwohnhaus wurde 1781 errichtet, um 1800 durch Kolping das heute bestehende Mühlengebäude mit Radhaus unter Verwendung älterer Bauteile. | Wohngebäude 1781, Mühle um 1800 | 24              | 9. Sep. 1988 (Ergänzung 1. März 2005) AZ: 32 |
| weitere Bilder | Gedenkkreuz    | bei Carl-Sonnenschein-Straße 1 Lage | Das 1782 geschaffene, etwa 2,5 Meter hohe Kreuz besteht aus Sandstein. Wurde wohl 1880 vom Platz des ehemaligen Siechenhauses in Honrath bei Ichendorf an diese Stelle versetzt. Zwei Inschriftentafeln am Sockel. Inschrift der linken, seitlichen Tafel: Matthias CRI… und Maria Sibilla Muddeks Eheleuth zu Quadrath haben dieses Kreuz man lassen den 17. April anno 1782 Inschrift der vorderen Tafel: Ach Sünder hebe deine Augen auf, betrachte meine Schmerzen, hemme deiner Sünden Lauf, bekehre dich von herzen. Rest. Anno 1972.                                                       | 1782, versetzt wohl 1880        | 225             | 7. März 1996 AZ: 219                         |
| weitere Bilder | Josefshaus     | Carl-Sonnenschein-Straße 2 Lage     | Zweigeschossiges Backsteinwohnhaus. Im oberen Geschoss seitlich eine Nische mit Gipsfigur des heiligen Josef. | um 1870                         | 144             | 1. Juli 1993 AZ: 220                         |